# Daria Mishukova
Daria Mishukova (tiếng Nga: Дарья Мишукова), sinh năm 1979 là một nhà Đông phương học, nhà Việt Nam học, người Nga. Cô được chú ý ở Việt Nam, do quá trình trên 10 năm cống hiến cho sự nghiệp phát triển quan hệ giao lưu văn hóa và du lịch giữa Việt Nam và Nga.
Ngoài công tác nghiên cứu, Daria Mishukova làm việc trong lĩnh vực tư vấn phát triển chiến lược, phát triển kinh doanh, quảng bá thương hiệu và marketing ở Việt Nam và Nga.

## Hoạt động nghiên cứu
Daria Mishukova là tác giả của cuốn sách “Việt Nam - Đất nước con Rồng cháu Tiên” được bạn đọc và báo chí đánh giá là cuốn sách hay nhất về đất nước Việt Nam viết bằng tiếng Nga trong giai đoạn hiện đại. Trong cuốn sách tác giả đã giới thiệu đầy đủ, tỉ mỉ về văn hoá, đất nước và con người Việt Nam, tạo ra một hình ảnh tốt đẹp của đất nước Việt Nam cho bạn đọc Nga, góp phần đáng kể vào việc quảng bá, thúc đẩy sự phát triển của Du lịch Việt Nam. “Việt Nam - Đất nước con Rồng cháu Tiên” được in lần đầu bằng tiếng Nga năm 2007, tái bản năm 2010. Năm 2013 cuốn sách này được Nhà xuất bản Chính trị Quốc gia - Sự Thật in bản tiếng Việt do chính tác giả dịch.
Năm 2012 Bộ Văn hóa, Thể thao và Du lịch đã trao tặng kỷ niệm chương Vì sự nghiệp VHTTDL cho bà Daria Mishukova. Phát biểu tại buổi lễ trao tặng, Thứ trưởng Lê Khánh Hải đánh giá cao những đóng góp của bà Daria Mishukova trong việc giới thiệu, quảng bá văn hoá Việt Nam đến với bạn bè quốc tế, qua đó để thế giới hiểu hơn về đất nước, con người Việt Nam, thúc đẩy sự phát triển giao thương du lịch, văn hoá.
Ngày 24-11-2015 vừa qua, tại thành phố Phan Thiết, tỉnh Bình Thuận đã tổ chức lễ kỷ niệm 20 năm thành lập ngành du lịch tỉnh và Daria lại vinh dự được UBND tỉnh tặng bằng khen ghi nhận đã có thành tích xuất sắc, góp phần vào sự nghiệp phát triển du lịch tỉnh nhà. Đây là phần thưởng xứng đáng dành cho "đại sứ" tài năng của du lịch Việt Nam tại Nga.

Việt Nam – Đất nước con Rồng, cháu Tiên của tác giả Daria Mishukova là một tác phẩm được giới chuyên môn đánh giá cao. Tập sách giới thiệu đầy đủ về đất nước Việt Nam từ địa lý, thời tiết khí hậu, hành chính, lịch sử, kinh tế, đến bản sắc văn hóa dân tộc truyền thống, phong tục tập quán và các di tích lịch sử văn hóa, danh lam thắng cảnh của đất nước Việt Nam.
Cuốn sách là bằng chứng của tình hữu nghị đang được tiếp tục bồi đắp giữa nhân dân hai nước. Daria Mishukova là nhà Việt Nam học và Đông Phương học. Tập sách Việt Nam – Đất nước con Rồng, cháu Tiên đã nhận được sự quan tâm, ủng hộ của nhiều bạn đọc Nga và Việt Nam. 

Ngoài cuốn sách Việt Nam – Đất nước con Rồng cháu Tiên, Daria Mishukova đã viết nhiều bài về văn hóa, đất nước và phong tục tốt đẹp của Việt Nam trong các tạp chí hãng hàng không của Nga. Năm 2012, Daria đã được trao Kỷ niệm chương của Bộ VH,TT&DL Việt Nam vì sự đóng góp vào việc xây dựng và phát triển ngành. Daria có uy tín cao trong lĩnh vực phát triển thương hiệu và tiếp thị, quảng bá thương hiệu Việt Nam ra nước ngoài. Chính Daria đã tạo ra câu chuyện vương miện Hoa hậu Hoàn vũ Việt Nam 2015, mang lại nhiều ý nghĩa tốt đẹp, gắn nó với văn hóa và truyền thống Việt Nam.
Trong 10 năm qua, Daria Mishukova đã xuất hiện trước báo chí Việt Nam với hơn 150 phỏng vấn và bài viết chân dung, là một người Nga được tôn trọng và yêu quý tại Việt Nam Năm 2018 Nhà xuất bản Chính trị Quốc gia-Sự thật của Việt Nam đã tái bản lần thứ 2 cuốn sách của tác giả Daria Mishukova “Việt Nam - Đất nước con Rồng cháu Tiên” bằng tiếng Việt.

## Nghiên cứu về văn hóa Việt Nam
Năm 2014, trong cuộc trả lời phỏng vấn của Thạc sĩ, Nhà báo Nguyễn Thành Luân, báo Đại Đoàn Kết, Nhà Đông phương học Daria Mishukova đã lần đầu chia sẻ rằng, lý do bà đến và tiếp cận với văn hóa Việt Nam là ở số phận của mình. "Quả thực, mình đã gắn bó với văn hóa Việt Nam và ngành Việt Nam học, kể cả trong lĩnh vực du lịch Nga – Việt. Với uy tín vừa đủ để Daria có thể viết bài về văn hóa, du lịch của Việt Nam quảng bá cho các tạp chí của vài ba hãng hàng không Nga".
Nhà nghiên cứu này cũng bày tỏ sự thú vị của văn hóa cổ truyền Việt Nam, nhất là Tết nguyên đán đã thu hút sự chú ý của mình đến với đất nước của "Con Rồng cháu Tiên (tựa đề một cuốn sách được bà xuất bản, thu hút nhiều người đọc). "Tết Nguyên Đán vẫn duy trì nhiều nét đặc trưng tiêu biểu mà chỉ Tết Việt Nam mới có. Tuy nhiên thế kỷ XXI cũng đã mang lại nhiều xu hướng mới. Lúc đầu những nét mới chỉ được coi là "theo mốt”, nhưng nay có thể nói rằng đã trở thành truyền thống mới.
Trong thế kỷ XX, người Việt chủ yếu ăn Tết Nguyên Đán như lễ Tết gia đình, về cội nguồn với những sinh hoạt rất tiêu biểu của văn hoá Việt Nam: thăm quê nội ngoại, thăm viếng họ hàng, hàng xóm, bạn bè. Nay có nhiều gia đình Việt Nam vẫn tiếp tục ăn Tết với các loại sinh hoạt truyền thống. Tuy nhiên, năm nào số người Việt Nam ăn Tết kiểu mới ngày càng đông hơn và phổ biến hơn".

## Tư vấn chiến lược
- Daria Mishukova ngoài nghiên cứu về văn hóa, là nhà Đông phương học và Việt Nam học, thì còn có vai trò nổi bật trong lĩnh vực tư vấn phát triển chiến lược, phát triển kinh doanh, quảng bá thương hiệu và marketing. Trong bài trả lời phỏng vấn của Nhà báo, Thạc sĩ văn hóa Nguyễn Thành Luân trên Cổng thông tin Điện tử Chính phủ Việt Nam, Daria Mishukova nhận xét về triển vọng kinh tế Việt Nam, trong đó một số doanh nhân Việt Nam lọt vào danh sách tỷ phủ của thế giới, đang cho thấy sự vươn lên mạnh mẽ của kinh tế Việt Nam trong những năm gần đây. Đồng thời, khi tham gia các Hội nghị của Hiệp hội doanh nhân Việt Nam, các sự kiện Forbes Vietnam, Top100 Phong cách Doanh Nhân, cũng có dịp đồng hành trong các hoạt động xã hội, từ thiện, Daria Mishukova nhận xét, đại đa số doanh nhân Việt mà Daria gặp đều là những người với những nét như sau: rèn luyện tư duy tích cực, dành nỗ lực để xây dựng uy tín trong ngành, phát triển kinh doanh lên tầm cao mới và tạo giá trị trong công động, biết học hỏi từ người đã đi trước và từ kho báu kinh nghiệm quốc tế, và đặc biệt có lòng tự hào về đất nước Việt Nam. Trong sự thành công của nhiều doanh nhân và thương hiệu Việt Nam thời gian qua thì những giá trị nói trên có vai trò quan trọng của họ[9].

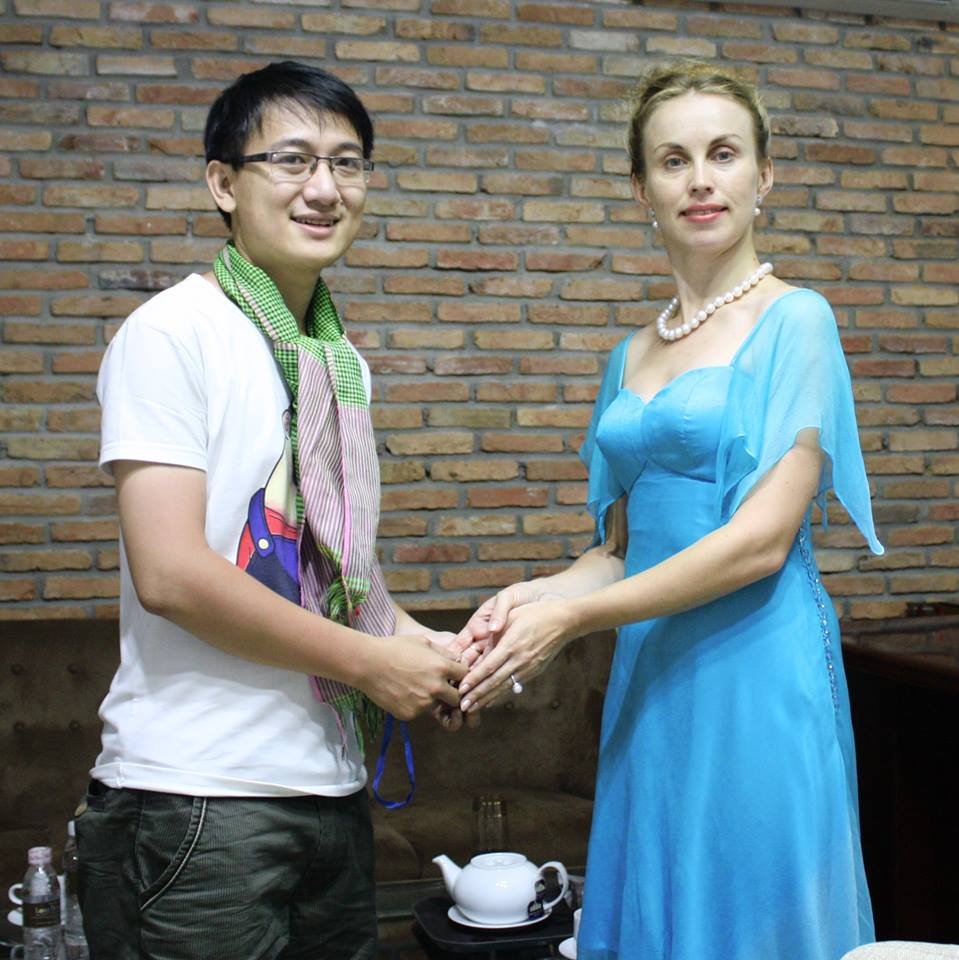
Nhà Việt Nam học Daria Mishukova (bên phải) trong cuộc phỏng vấn với ký giả người Việt về văn hóa Việt Nam.